# Symplectoscyphus hydrallmaniaeformis
Symplectoscyphus hydrallmaniaeformis är en nässeldjursart som först beskrevs av Kudelin 1914.  Symplectoscyphus hydrallmaniaeformis ingår i släktet Symplectoscyphus och familjen Sertulariidae. Inga underarter finns listade i Catalogue of Life.